# Xã Fox River, Quận Davis, Iowa
Xã Fox River (tiếng Anh: Fox River Township) là một xã thuộc quận Davis, tiểu bang Iowa, Hoa Kỳ. Năm 2010, dân số của xã này là 353 người.